# Heteropyge lineolatus
Heteropyge lineolatus är en mångfotingart som först beskrevs av Carl Graf Attems 1950.  Heteropyge lineolatus ingår i släktet Heteropyge och familjen Spirostreptidae. Inga underarter finns listade i Catalogue of Life.